# Моравица (област Търговище)
 За другото българско село вижте Моравица (Област Враца).  
Вижте пояснителната страница за други значения на Моравица.
Моравица е село в Североизточна България. То се намира в община Антоново, област Търговище.

## География
През село Моравица преминава Европейски път Е772. Разстоянието от Моравица до обшинския център в Антоново възлиза на 4.483 km, до областния в Търговище – 39.629 km, а до държавния в София – 234.19 km

## Религии
Селото се намира на географската граница между Варненско-Великопреславската и Великотърновската епархия на Българската православна църква

## Родени в Моравица
- Божил Найденов Божилов – Богдан (6 юни 1923 – 22 март 1944) – партизанин;

- Галерия
- Входно шосе в Моравица
- Околностите на Моравица
- Паметник
- Кметство